# Julien Laine
Julien Laine est un homme politique français né le 11 septembre 1862 aux Brouzils (Vendée) et décédé le 18 octobre 1944 à Paris.

## Biographie
Pharmacien au Mans, il est secrétaire de l'université populaire du Mans et président de la fédération sarthoise de la ligue des droits de l'homme. Il est conseiller général en 1919 et conseiller municipal du Mans en 1922. Il est député socialiste de la Sarthe de 1924 à 1928, et est vice-président de la commission de l'hygiène.

## Sources
- « Julien Laine », dans le Dictionnaire des parlementaires français (1889-1940), sous la direction de Jean Jolly, PUF, 1960 [détail de l’édition]